# Highland (Utah)
Highland es una ciudad del condado de Utah, estado de Utah, Estados Unidos. Está a unos 48 km de Salt Lake City. Según el censo de 2000 la poblacíón era de 8.172. Se estima que en 2004 había 12.332 habitantes.[cita requerida]

## Geografía
Highland se encuentra en las coordenadas 40°25′8″N 111°47′32″O / 40.41889, -111.79222.
Según la oficina del censo de Estados Unidos, la ciudad tiene una superficie total de 18,0 km². No tiene superficie cubierta de agua.[cita requerida]
- Datos: Q483297
- Multimedia: Highland, Utah / Q483297

1. ↑  Zip Data Maps, código ZIP n.º 84003.